# Escuela Internacional Tsinghua
La Escuela Internacional Tsinghua (THIS, en chino: 清华大学附属中学国际部) es una escuela internacional sin fines de lucro, acreditada por WASC en Pekín, que fue fundada en 2009. ESTA está adjunta a una de las mejores escuelas secundarias públicas de Beijing, Tsinghua Fuzhong. Tsinghua Fuzhong es la escuela secundaria afiliada a la Universidad Tsinghua. ESTA está vinculada y comparte algunas instalaciones con Tsinghua Fuzhong, pero sigue siendo una escuela independiente. La escuela tiene alrededor de 430 estudiantes en los grados 1-12. ESTO está en el programa de Ubicación Avanzada y sus cursos se derivan de la Iniciativa de Estándares Estatales Básicos Comunes. Las universidades a las que asisten los exalumnos son impresionantes para una escuela pequeña, incluidos nombres como la Universidad de Columbia, la Universidad Brown y el MIT.

## Instalaciones
THIS cuenta con una escuela primaria, secundaria y preparatoria. Recientemente terminaron la construcción de su edificio de enseñanza con aulas modernas y laboratorios de ciencias. Además, la escuela acaba de terminar la construcción de un gimnasio bajo techo. Otras instalaciones incluyen:
| - Biblioteca - Cafetería - Campo de fútbol - Canchas de baloncesto - Estudio de música insonorizado - Estudio de teatro - Laboratorio de computación | - Laboratorios de ciencia - Laboratorios de computación - Nuevo gimnasio de varios pisos - Pista de atletismo - Sala de maestros - Teatro de caja negra |  |

## Programa de secundaria
El plan de estudios de la escuela secundaria en los Estados Unidos prepara a los estudiantes para las universidades de los Estados Unidos, Canadá y otros países occidentales. Múltiples cursos de Ubicación Avanzada como UA de Historia Mundial, UA de Idioma y Composición en Inglés y UA de Física están disponibles, mientras que se introducirán nuevos cursos en el futuro.

### Cursos
| - Artes del lenguaje inglés - Artes Visuales y Artes Escénicas - Chino - Ciencias físicas - Educación Física y Salud | - Estudios Sociales - Lenguas Extranjeras y Lingüística - Matemáticas - Tecnología computacional |  |

## Vida estudiantil

### Actividades extraescolares
Los maestros de THIS brindan una variedad de actividades extracurriculares después de la escuela para todos los estudiantes de escuela primaria, secundaria y preparatoria. Las actividades, incluidas las deportivas, se realizan todos los días de 3:30 a 5:30.

THIS es miembro de ISAC (International Schools Athletic Conference) y recientemente también se ha unido a ACAMIS (Asociación de Escuelas Internacionales de China y Mongolia). Las actividades extracurriculares de la escuela intermedia y secundaria incluyen:
| - Banda de pop/rock - Círculo de autor - Club coral - Club coreano - Club de artes visuales - Club de baile tradicional - Club de carpintería - Club de diseño de moda - Club de ingeniería - Club de Matemáticas de la Escuela Intermedia - Club de Matemáticas de la Escuela Secundaria | - Club de Oratoria y Debate - Club de servicio comunitario - Club japonés - Discoteca - MEAT Club (Equipo de eventos y actividades de la escuela secundaria) - MUN (Modelo de Naciones Unidas) - Periódico chino - Periódico inglés, The Spartan Times - SciNex (Club de Ciencias) - Teatro |  |

### Servicio de cáterin
Los servicios de cáterin en THIS brindan desayuno, almuerzo y cena para estudiantes de secundaria, estudiantes de secundaria y profesores. Sirven una variedad de platos a un precio razonable. Algunos platos incluyen fideos, tofu japonés y arroz salteado.
A los estudiantes de primaria se les prepara el almuerzo de antemano y se les dan refrigerios por la mañana todos los días.

### Servicio de transporte
Los autobuses escolares diarios en los puntos de recogida designados antes y después de la escuela se proporcionan para los estudiantes de escuela primaria, secundaria y preparatoria. THIS tiene once rutas de autobús para que los estudiantes elijan en todo Pekín.